# Общество „Мон Пелерен“
Обществото „Мон Пелерен“ (на английски: Mont Pelerin Society) е международна организация, включваща икономисти, философи, историци и общественици, имащи за цел развитие и популяризиране на класическия либерализъм – свобода на изразяване, свободен пазар и отворено общество.
Организацията носи името на Мон Пелерен, планински курорт край Вьове в Швейцария, където се провежда учредителната му конференция. Инициатор за нейното създаване е Фридрих Хайек, а сред учредителите са Франк Найт, Карл Попър, Лудвиг фон Мизес, Джордж Стиглър, Милтън Фридман. Обществото „Мон Пелерен“ играе важна роля за формирането и популяризирането на неолиберализма.